# ستان غوف
ستان غوف (بالإنجليزية: Stan Goff)‏ هو جندي أمريكي، ولد في 12 نوفمبر 1951.